# Beaubrun Ardouin
Alexis Beaubrun Ardouin (30 de octubre de 1796-30 de agosto de 1865) fue un historiador y político haitiano. Es más conocido por su obra monumental, Estudios sobre la historia de Haití, publicada entre 1853 y 1860. Se desempeñó como secretario de Estado y fue vicepresidente de Haití durante la presidencia de Jean-Louis Pierrot.

## Biografía
Alexis-Beaubrun Ardouin  nació el 30 de octubre de 1796 en Petit-Trou-de-Nippes, en la provincia Sur de Haití. Habiendo crecido durante el período revolucionario, no pudo asistir a la escuela regularmente y fue autodidacta. Tenía un gran interés por la literatura francesa, especialmente por las obras de Voltaire, Montesquieu y Rousseau. Fue sucesivamente tipógrafo, abogado del Colegio de Abogados de Puerto Príncipe, juez suplente, comisario gubernamental en el tribunal civil de Puerto Príncipe y luego senador (1832) bajo el reinado del presidente vitalicio Jean-Pierre Boyer. Partidario de Boyer, fue encarcelado durante la revolución de 1843 que derrocó al autócrata.. Sirvió en el Consejo de Secretarios de Estado ejerciendo el poder ejecutivo en 1845. En 1848 fue embajador de Haití en París.
Los hermanos de Ardouin, Céligny y Coriolanus, también son muy conocidos : Céligny como político e historiador, Coriolano como poeta. Los tres hermanos Ardouin, junto con los hermanos Nau, Émile e Ignace, eran miembros de la sociedad literaria «La escuela de 1836», fundada por Ignace Nau. Coriolano murió joven en 1835, Céligny se opuso al gobierno de Faustin Soulouque y fue ejecutado en 1849. Beaubrun Ardouin se vio obligado a exiliarse en París y dedicó su vida al estudio de la Revolución haitiana. De 1853 a 1860 publicó Estudios sobre la historia de Haití en 11 volúmenes, que abarcaban desde el siglo XVI hasta la revolución de 1843.

## Obras
- Instructions sur le jury, Port-au-Prince, Impr. du Gouvernement, 1829, 39 p.
- Géographie de l'Île d’Haïti, Port-au-Prince, 1832.
- Études sur l'Histoire d'Haiti (1789-1846), 11 tomes, Paris, 1853-1860.